# Behind the Wheel
Behind the Wheel är en låt av den brittiska gruppen Depeche Mode. Det är gruppens tjugonde singel och den tredje från albumet Music for the Masses. Singeln släpptes den 28 december 1987 och nådde som bäst 21:a plats på den brittiska singellistan.
Det spelades in två olika musikvideor till "Behind the Wheel"; båda regisserades av Anton Corbijn.

## Utgåvor och låtförteckning
"Behind the Wheel" är komponerad av Martin Gore. "Route 66" är komponerad av Bobby Troup.

### 7": Mute / 7Bong15 (UK)
1. "Behind the Wheel" (Remix) – 3:58
2. "Route 66" – 4:08

### 12": Mute / 12Bong15 (UK)
1. "Behind the Wheel" (Shep Pettibone Mix) – 5:55
2. "Route 66" (Beatmasters Mix) – 6:19

### 12": Mute / L12Bong15 (UK)
1. "Behind the Wheel" (Beatmasters Mix) – 7:58
2. "Route 66" (Casualty Mix) – 10:39 (remixed by Dave Allen)

### CD: Mute / CDBong15 (UK)
1. "Behind the Wheel" (7" Remix) – 3:58
2. "Route 66" – 4:09
3. "Behind the Wheel" (Shep Pettibone Mix) – 5:57
4. "Behind the Wheel" (LP Mix) – 5:18

### CD: Mute / CDBong15 (UK) (Remix)
1. "Behind the Wheel" (Remix) – 3:58
2. "Route 66" – 4:11
3. "Behind the Wheel" (Shep Pettibone Mix) – 5:57
4. "Route 66" (Beatmasters Mix) – 6:21
5. "Behind the Wheel" (Beatmasters Mix) – 8:01
6. "Route 66" (Casualty Mix) – 10:42
7. "Behind the Wheel" (LP Mix) – 5:18

### Cassette maxi-single: Mute / CBong15 (UK)
1. "Behind the Wheel" (Shep Pettibone Mix) – 5:57
2. "Route 66" (Beatmasters Mix) – 6:21
3. "Behind the Wheel" (LP Mix) – 5:18

### 7": Sire / 7-27991 (US)
1. "Behind the Wheel" (Remix) – 3:58
2. "Route 66/Behind the Wheel" (Mega-Single Mix) – 4:15 (remixed by Ivan Ivan)

### 12": Sire / 0-20858 (US)
1. "Behind the Wheel/Route 66" (Megamix) – 7:51 (remixed by Ivan Ivan)
2. "Behind the Wheel/Route 66" (Megadub) – 6:17 (remixed by Ivan Ivan)
3. "Behind the Wheel" (Extended Remix) – 5:57
4. "Behind the Wheel" (Beatmasters Mix) – 8:01

### 12": Sire / PRO-A-2952 (US PROMO)
1. "Behind the Wheel" (Extended Remix) – 5:50
2. "Behind the Wheel" (Dub) – 6:00
3. "Behind the Wheel" (Beatmasters Mix) – 8:00
4. "Behind the Wheel" (7" DJ Remix) – 3:48

### CD: Sire / PRO-CD-2953 (US PROMO)
1. "Behind the Wheel" (Remix) – 4:03
2. "Behind the Wheel/Route 66" (Mega-Single Mix) – 4:29 (remixed by Ivan Ivan)
3. "Route 66/Behind the Wheel" (Mega-Single Mix) – 4:22
4. "Behind the Wheel/Route 66" (Megamix) – 7:51 (remixed by Ivan Ivan)
5. "Behind the Wheel" (Beatmasters Mix) – 8:01
6. "Behind the Wheel" (Extended Remix) – 5:57